# Locheisen

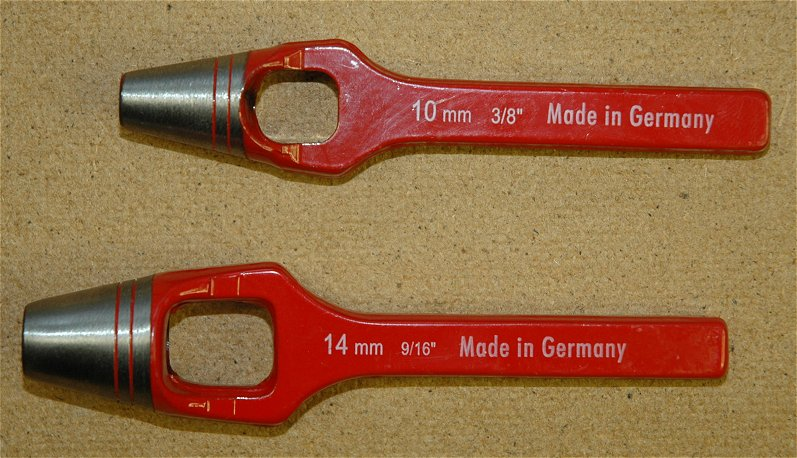
Henkellocheisen

Das Locheisen (Ausschlageisen, auch Stanzeisen) ist ein Lochwerkzeug. Man verwendet es als Stanzwerkzeug, um entsprechend dem Locheisen geformte Elemente im Scherverfahren aus einem Werkstück herauszutrennen.
Es ist ein kurzer Hohlzylinder – die sogenannte Lochpfeife – aus gehärtetem Stahl, der am unteren Rand scharf zugeschliffen und oben mit einem Stiel (dem Schaft) versehen ist. Zum Lochen stellt man es senkrecht auf das Werkstück und schlägt mit einem Hammer (händisch oder maschinell) auf den Schaft, so dass die scharfe Schneide des Locheisens in das Werkstück eindringen kann.
Man unterscheidet:
- Rundlocheisen (Lochpfeife i. e. S., wegen der Ähnlichkeit zum Tonerzeuger Pfeife), Schneide mit zylindrischem Schaft aus einem Stück, bei denen das Kernloch der runden Schneide in einer seitlichen Auswurföffnung mündet[3]
- Henkellocheisen sind Handwerkzeuge mit konischem Stanzkopf an zwei Trägern, durch die beidseitige Ausnehmung entstehen[1]
- Formlocheisen sind Locheisen mit spezieller, nicht kreisförmiger Geometrie (oval, rechteckig, uva.)
- Kappeisen nennt man speziell bei der Lederverarbeitung solche Formlocheisen, mit denen man Langlöcher mit abgerundeten Enden herstellen kann, z. B. für die Befestigung von Dornschnallen in Gürteln.

Dazu gibt es zahlreiche Abwandlungen von speziellem Werkzeug und Werkzeugeinsätzen, je nach Material, sowie Werkzeuge mit zentralem Auswerfstempel, der das gestanzte Stück nach vorne auswirft.
Locheisen verwendet man zum Lochen von Leder, Pappen und Papier, Planen und Matten aus Textilien, Gummi, Kunststoffen, und ähnlichem.
In der Holzindustrie benutzt man das Locheisen, um runde Teile aus dünnen Holzblättchen herauszutrennen. Blechlocher (Blechaushauer) dienen zum gratfreien Stanzen von Löchern in Blechen wie Aluminium, Isolierrohr, Messing oder weichem Stahl. Weiters dienen sie zur Herstellung von Dichtungen, als Werkzeug bei einem Arbeitsschritt beim Nieten, sowie beim Prägen in solchen Materialien. Handelsübliche Locheisen sind meistens an der Außenseite konisch geschliffen. Beim Lochen von Dichtungen aus Papier oder anderen harten Materialien wird dadurch am Lochrand ein Grat aufgeworfen; günstiger wäre es, hierfür ein zylindrisch oder innen konisch geschliffenes Locheisen zu verwenden.